# قصعين أجرد الساق
قصعين أجرد الساق (الاسم العلمي:Salvia glabricaulis) هو نوع من النباتات يتبع جنس القصعين من الفصيلة الشفوية.